# Модель DOD
Модель
DOD
(DOD - англ. Department of defense - Міністерство оборони США) - модель
мережевої взаємодії, розроблена Міністерством оборони США. 
Модель
TCP / IP (стек протоколів TCP / IP) - практична реалізація
моделі DOD.
Рівні
моделі DOD
Модель DOD (на відміну від семирівневої моделі OSI)
складається з наступних чотирьох рівнів:
·       
Рівень додатків або прикладний рівень (відповідає
трьом верхнім рівням моделі OSI (прикладному рівню, рівню уявлення і сеансовому
рівню));
·       
Транспортний рівень (відповідає
транспортному рівню моделі OSI);
·       
Міжмережевий рівень (відповідає мережному
рівню моделі OSI);
·       
Рівень мережевого доступу (відповідає двом
нижнім рівням моделі OSI (фізичному рівню і канальному рівню)).
Кожен з чотирьох рівнів моделі DOD виконує функції
відповідних йому рівнів моделі OSI.
Прикладний
рівень
Прикладний рівень моделі DOD включає протоколи:
1.     Обробляють
дані користувачів:
·       
Telnet (віддалений доступ);
·       
FTP (передача файлів);
·       
SMTP (передача електронної пошти);
2.     Керуючі
передачею даних між додатками:
·       
SNMP (управління мережевими пристроями);
·       
BOOTP (передача клієнтам налаштувань
мережі);
·       
RARP (одержання MAC-адреси за IP-адресою);
·       
DNS (одержання IP-адрес за доменними іменами
і навпаки).
На цьому рівні стандартизується подання даних.
Транспортний
рівень
Транспортний рівень моделі DOD містить протоколи,
відповідальні за контроль цілісності переданих даних, встановлення та
припинення сполук:
·       
TCP (гарантована доставка (англ.);
Установка і припинення сполучення (англ.));
·       
UDP (доставка не гарантується; з'єднання
не встановлюється (англ.)).
TCP
- Вважається надійним, так як одержувач (приймач) відправляє пакет -
підтвердження щоразу, як отримує дані, розмір яких дорівнює заздалегідь
вибраному числу, званому «розміром вікна». При втраті пакетів відправник (джерело)
відправить дані повторно. TCP - протокол з установкою з'єднання.
UDP
- Протокол без встановлення з'єднання і без механізмів, що забезпечують
гарантовану доставку. За рахунок відсутності додаткових можливостей UDP працює
швидше TCP.
Міжмережевий
рівень
Міжмережевий рівень моделі DOD містить протоколи,
призначені для маршрутизації переданих даних:
·       
IP (доставка даних відправника
одержувачу);
·       
ICMP (діагностика, інформування про
помилки);
·       
IGMP (multicast).
Всі протоколи транспортного рівня використовують
протокол IP. IP - протокол, що забезпечує адресацію в мережі і пов'язані з нею
функції без установки з'єднання і без механізмів контролю цілісності. Протокол
IP:
·       
Визначає факт отримання пошкодженого
пакета;
·       
Визначає факт отримання копії пакета;
·       
Ділить великі пакети на фрагменти, збирає
фрагменти в правильному порядку, визначає факт відсутності загублених
фрагментів.
Гарантовану доставку даних можуть забезпечити
протоколи вищих рівнів.
Протокол
ICMP
(англ. Internet control message protocol) - протокол для передачі повідомлень
про помилки та діагностики, що працює поверх IP (використовує IP для доставки
даних) і вважається невід'ємною частиною протоколу IP.
IGMP
(англ. Internet group management protocol) - протокол, використовуваний
для об'єднання пристроїв в групи і забезпечує одночасну передачу даних всіх
пристроїв всередині групи (multicast).
Рівень
мережевого доступу
Рівень мережевого доступу містить протоколи,
призначені для фізичної передачі даних між пристроями мережі. На цьому рівні
дані розміщуються в кадрі. Для різних типів мереж існують різні протоколи цього
рівня.